# Meta-chloorfenylpiperazine
1-(3-chloorfenyl)piperazine, ook bekend als meta-chloorfenylpiperazine, mCPP is een op piperazine gebaseerde serotoninereceptor-agonist. De stof verscheen eind 2004 op de Nederlandse drugsmarkt.
Het middel wordt gebruikt als alternatief voor amfetamine-achtige drugs, zoals XTC. Er worden steeds meer XTC-pillen aangetroffen die met mCPP vervuild zijn. Zo was in 2006 in Nederland 5,6% van de pillen vervuild met mCPP, in 2007 was dat gestegen naar 6,8%.

## Interacties
Door de serotonerge werking van mCPP zijn interacties met andere serotonerge middelen, zoals XTC of selectieve serotonine-heropnameremmers (antidepressiva) kan een serotoninevergiftiging optreden.